# Xa lộ Liên tiểu bang 59
Xa lộ Liên tiểu bang 59 (tiếng Anh: Interstate 59 hay viết tắt là I-59) là một xa lộ liên tiểu bang tại miền Nam Hoa Kỳ. Điểm đầu phía nam của nó nằm gần Slidell, Louisiana, một khu ngoại ô của thành phố New Orleans, tại một điểm giao cắt với Xa lộ Liên tiểu bang 10 và Xa lộ Liên tiểu bang 12, its northern terminus is at Wildwood, Georgia, at an intersection with Xa lộ Liên tiểu bang 24.
Nhiệm vụ chính của xa lộ này là nối thành phố Birmingham, Alabama đến các thành phố Chattanooga, Tennessee và New Orleans, Louisiana. Suốt toàn tuyến đường, Xa lộ Liên tiểu bang 59 chạy song song với Quốc lộ Hoa Kỳ 11. Xa lộ có hai làn xe mỗi chiều trên toàn tuyến đường, trừ các đoạn ở phía bắc thành phố Tuscaloosa, Alabama và vùng đô thị Birmingham có trên 2 làn xe mỗi chiều.

## Mô tả xa lộ
|             | dặm    | km     |
| ----------- | ------ | ------ |
| Louisiana   | 11     | 18     |
| Mississippi | 171,72 | 276,35 |
| Alabama     | 241    | 388    |
| Georgia     | 20,57  | 33,27  |
| Tổng số     | 444    | 715    |

### Louisiana
Tại tiểu bang Louisiana, Xa lộ Liên tiểu bang 59 có đoạn đường ngắn nhất so với tại các tiểu bang khác mà I-59 đi qua. Bắt đầu từ nơi giao cắt với Xa lộ Liên tiểu bang 10 và Xa lộ Liên tiểu bang 12 gần Slidell, I-59 đi tránh thị trấn Pearl River trước khi qua Sông West Pearl và sau đó là Sông East Pearl. Tại Sông East Pearl, I-59 rời Quận Saint Tammany và đi vào Quận Pearl River, Mississippi.

### Mississippi

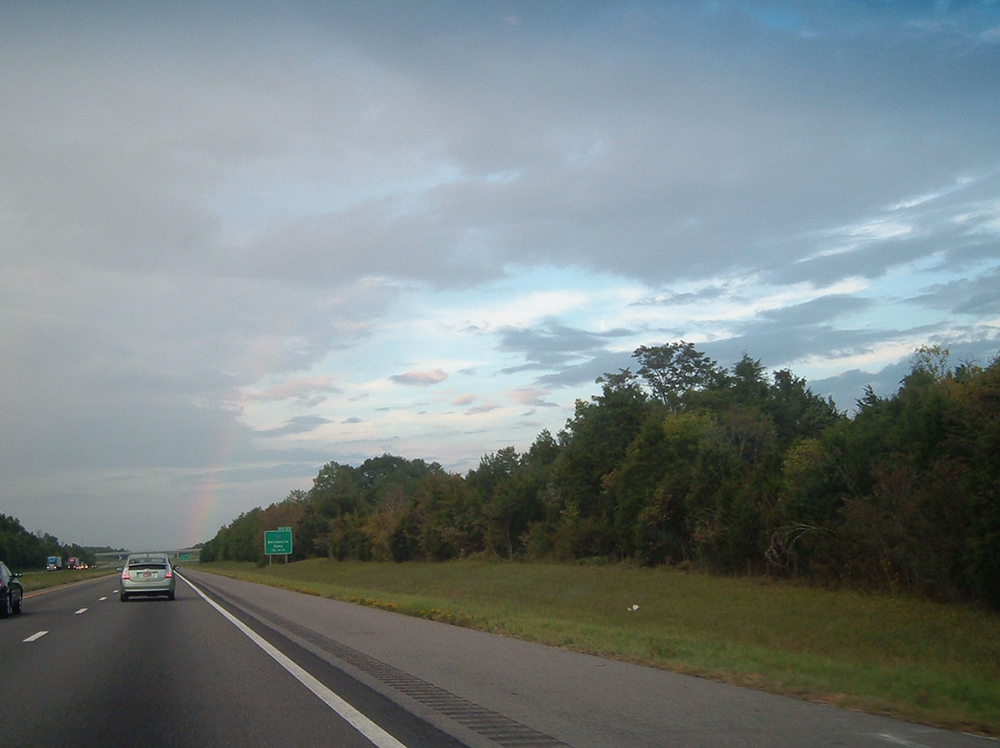
Một đoạn I-59 tại tiểu bang Mississippi

Tại tiểu bang Mississippi, I-59 tiếp tục chạy song song với Quốc lộ Hoa Kỳ 11 qua các vùng chủ yếu là nông thôn nhưng nó có đi qua hay đi tránh các thành phố và thị trấn sau: Picayune, Poplarville, Hattiesburg, Moselle, Laurel và Meridian.
Đối với đoạn đi qua tiểu bang Mississippi, I-59 chạy trùng hay chạy gần bên Quốc lộ Hoa Kỳ 11. Giữa hai thị trấn Pearl River và Picayune, Quốc lộ Hoa Kỳ 11 chạy trùng với I-59. Xa lộ cũng chạy trùng với Quốc lộ Hoa Kỳ 98 tại Hattiesburg, với Quốc lộ Hoa Kỳ 84 và Xa lộ Mississippi 15 tại Laurel, và với Quốc lộ Hoa Kỳ 80, Quốc lộ Hoa Kỳ 11 và Xa lộ Mississippi 19 trong vùng Meridian.
Ngay phía tây Meridian, Xa lộ Liên tiểu bang 20 nhập vào I-59 và hai xa lộ tiếp tục chạy trùng một đoạn dài khoảng 145 dặm (233 km), qua ranh giới tiểu bang Alabama và đến thành phố Birmingham.

### Alabama

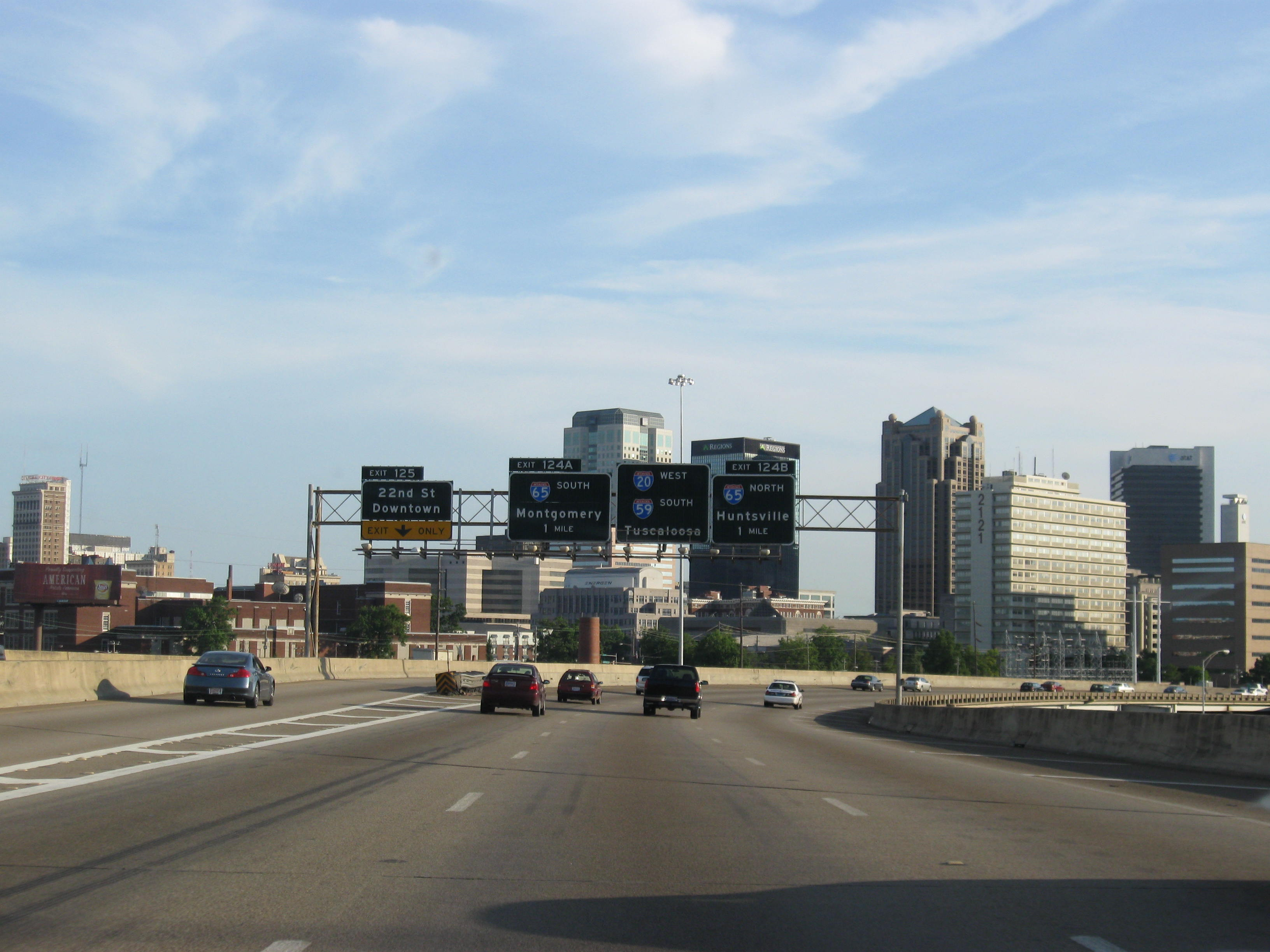
Xa lộ Liên tiểu bang 59 (có chung biển dấu với I-20) đang tiến đến I-65 tại phố chính Birmingham.

Xa lộ Liên tiểu bang 59 và I-20 chạy trùng với nhau trên phần lớn tuyến đường của chúng qua tiểu bang Alabama, đi về hướng đông bắc qua Tuscaloosa trước khi tách khỏi nhau ở phía đông thành phố Birmingham.
Tại Birmingham, có nhiều vụ tại nạn xảy ra gần nút giao thông lập thể I-20/59 và I-65. Từ thành phố Birmingham, I-59 tiếp tục đi hướng đông bắc đến gần Gadsden và Fort Payne trước khi vào tiểu bang Georgia. Một con đường tùy chọn là Quốc lộ Hoa Kỳ 11, chạy dọc bên cạnh I-59 trên toàn tuyến đường của I-59.

### Georgia
Xa lộ Liên tiểu bang 59 có một đoạn ngắn đi qua tiểu bang Georgia. Đoạn này chỉ có 3 lối ra trước khi nó kết thúc tại Xa lộ Liên tiểu bang 24 trong thành phố Wildwood khoảng vài dặm ở phía tây thành phố Chattanooga, Tennessee. Trong suốt tuyến đường qua tiểu bang, xa lộ I-59 được đặt tên là Xa lộ Tiểu bang 406 nhưng không có cắm biển dấu như thế.

## Các giao lộ chính
- Xa lộ Liên tiểu bang 10 và Xa lộ Liên tiểu bang 12 tại Slidell, Louisiana
- Xa lộ Liên tiểu bang 20 from Meridian, Mississippi to Birmingham, Alabama.
- Xa lộ Liên tiểu bang 65 tại Birmingham, Alabama
- Xa lộ Liên tiểu bang 24 tại Wildwood, Georgia

## Các xa lộ phụ trợ
- I-359 tại Tuscaloosa, Alabama
- I-459 tại Birmingham, Alabama
- I-759 tại Gadsden, Alabama